# Giải thưởng Nguyễn Đức Cảnh
Giải thưởng Nguyễn Đức Cảnh là phần thưởng của Tổng Liên đoàn Lao động Việt Nam trao tặng nhằm tôn vinh những công nhân, lao động tiêu biểu đang trực tiếp lao động, sản xuất tại các doanh nghiệp thuộc các thành phần kinh tế có thành tích xuất sắc trong phong trào thi đua "Lao động giỏi, lao động sáng tạo".

## Lịch sử hình thành
Nguyễn Đức Cảnh là một trong những người tham gia thành lập và là nhà lãnh đạo đầu tiên của tổ chức Công đoàn Việt Nam. Thể theo nguyện vọng của giai cấp công nhân, đồng thời nhằm giáo dục truyền thống yêu nước cho các thế hệ đoàn viên, công nhân, viên chức, lao động Việt Nam, ngày 01/8/2007, Đoàn Chủ tịch Tổng Liên đoàn Lao động Việt Nam đã quyết định hình thành giải thưởng mang tên người – Giải thưởng Nguyễn Đức Cảnh để tôn vinh những công nhân lao động tiêu biểu có thành tích xuất sắc trong phong trào thi đua "Lao động giỏi, lao động sáng tạo".

## Nội dung, hình thức giải thưởng
Giải thưởng Nguyễn Đức Cảnh được Tổng Liên đoàn Lao động Việt Nam xét chọn và trao tặng năm năm một lần vào dịp kỷ niệm Ngày thành lập Công đoàn Việt Nam, ngày 28 tháng 7, của năm diễn ra Đại hội Công đoàn Việt Nam và chỉ trao một lần cho mỗi cá nhân đạt giải kèm theo bằng, huy hiệu, tiền thưởng.
Cá nhân đủ tiêu chuẩn xét tặng giải thưởng là công nhân đang trực tiếp lao động, sản xuất, kỹ sư, kỹ thuật viên trực tiếp sản xuất hoặc điều hành sản xuất trong các doanh nghiệp, đơn vị thuộc các thành phần kinh tế có tổ chức công đoàn; là đoàn viên công đoàn, có thời gian làm việc tại doanh nghiệp, đơn vị từ năm năm trở lên đạt tiêu chuẩn: có Bằng Lao động sáng tạo, hoặc sáng kiến, đề tài nghiên cứu khoa học áp dụng trong thực tiễn mang lại hiệu quả kinh tế, xã hội cao; đạt giải nhất, nhì, ba trong các hội thi tay nghề, chuyên môn, nghiệp vụ từ cấp tỉnh, thành phố trở lên; có nhiều đóng góp trong việc đào tạo, bồi dưỡng giúp đỡ đồng nghiệp nâng cao trình độ chuyên môn, nghiệp vụ; được tặng các danh hiệu thi đua hoặc hình thức khen thưởng các cấp…

## Các đợi xét tặng và trao giải
- Giải thưởng Nguyễn Đức Cảnh lần thứ Nhất, năm 2008, tổ chức tại Hà Nội, tôn vinh 100 công nhân, lao động tiêu biểu toàn quốc[2].
- Giải thưởng Nguyễn Đức Cảnh lần thứ Hai, năm 2013, tổ chức tại Hà Nội, tôn vinh 139 công nhân, lao động tiêu biểu toàn quốc[4][5].
- Giải thưởng Nguyễn Đức Cảnh lần thứ Ba, năm 2018, tôn vinh 70 công nhân, lao động tiêu biểu toàn quốc.

## Bài liên quan
- Công đoàn Việt Nam
- Giải thưởng Lao động sáng tạo